# El Lloar
El Lloar település Spanyolországban, Tarragona tartományban. El Lloar La Vilella Baixa, Gratallops, El Molar és La Figuera községekkel határos. Lakosainak száma 101 fő (2024).

## Népesség
A település népessége az elmúlt években az alábbi módon változott:
| Lakosok száma | 622  | 499  | 315  | 247  | 131  | 126  | 124  | 121  | 107  | 101  |
|               | 1857 | 1910 | 1940 | 1965 | 1991 | 2005 | 2010 | 2015 | 2019 | 2024 |